# Dolioponera fustigera
Dolioponera fustigera är en myrart som beskrevs av Brown 1974. Dolioponera fustigera ingår i släktet Dolioponera och familjen myror. Inga underarter finns listade i Catalogue of Life.

## Bildgalleri

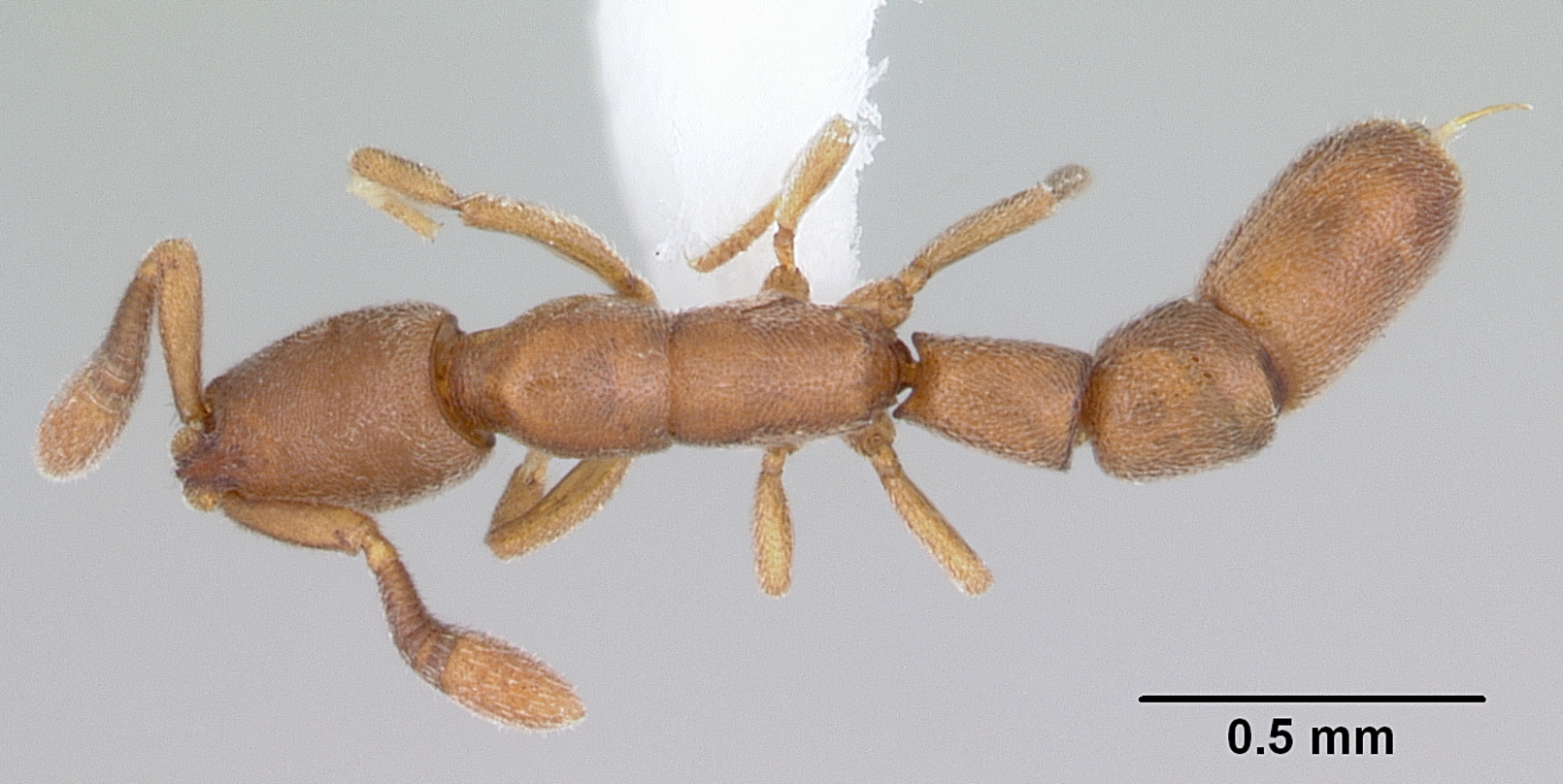
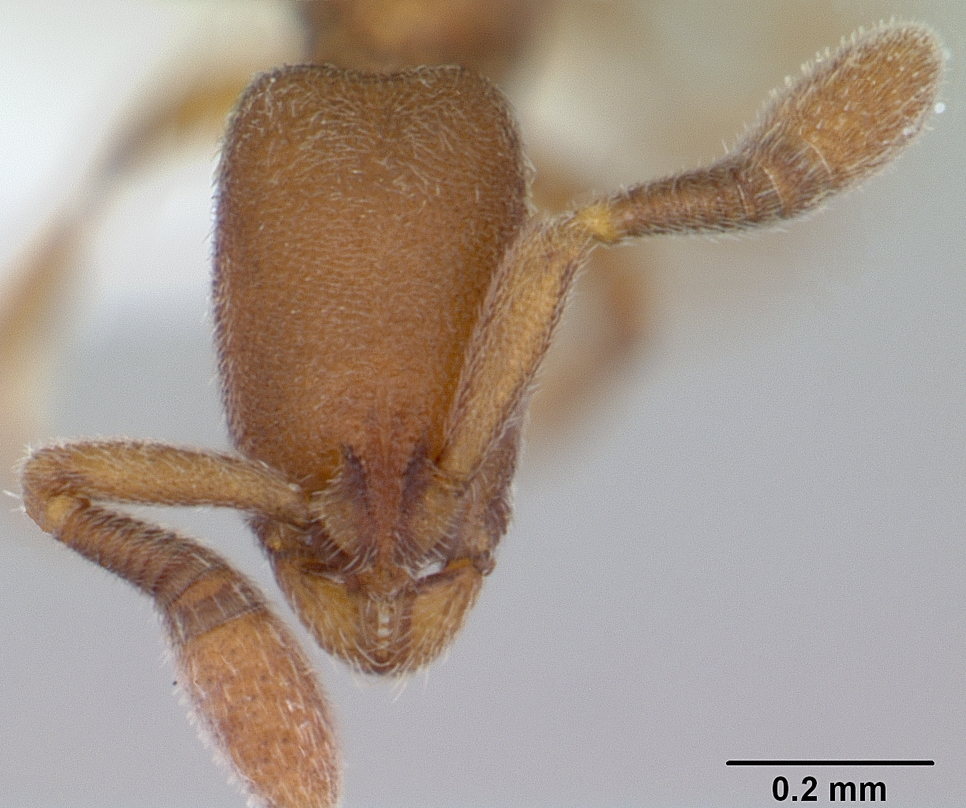
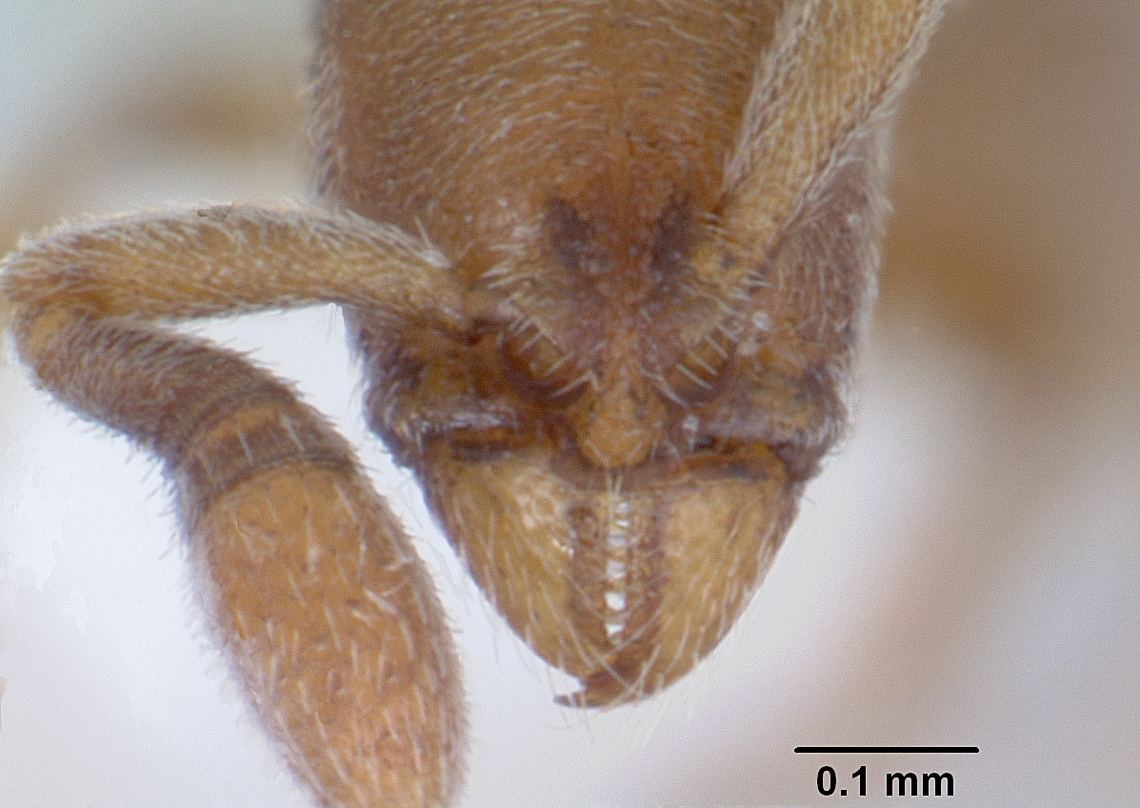
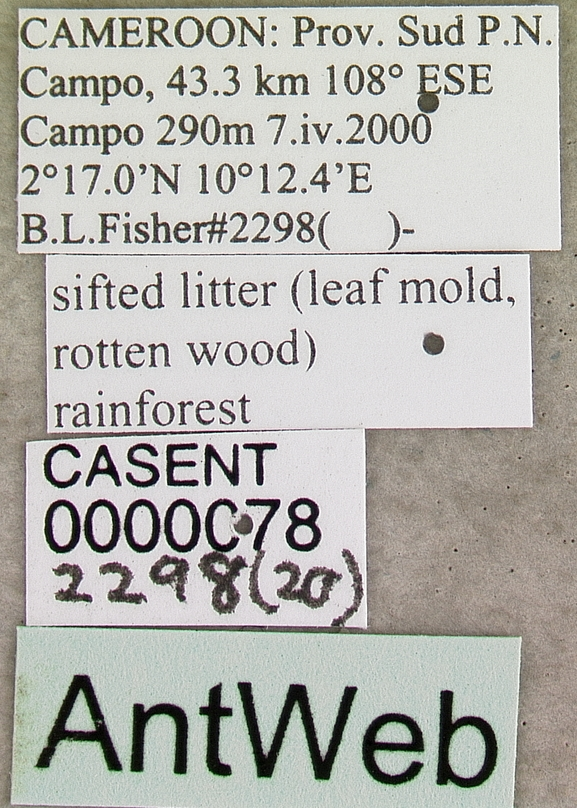
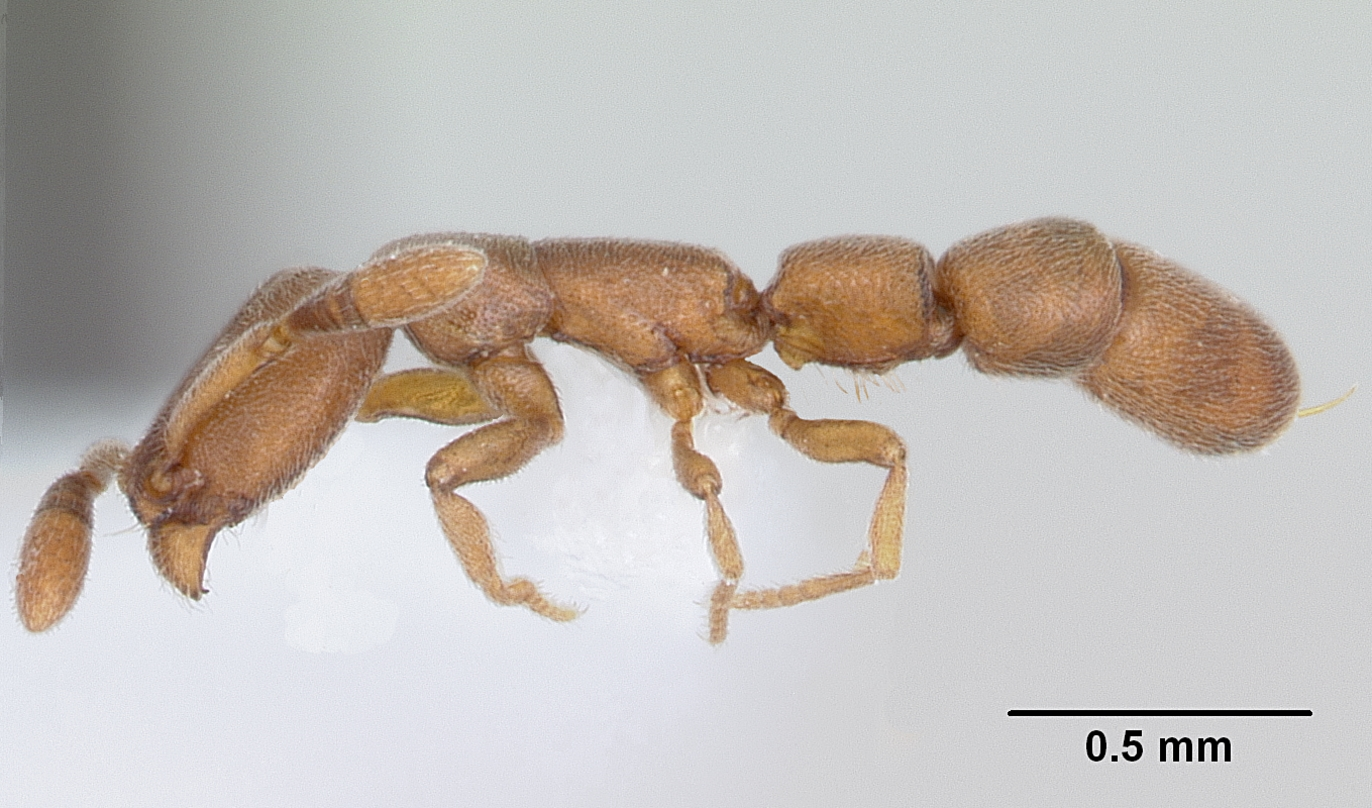
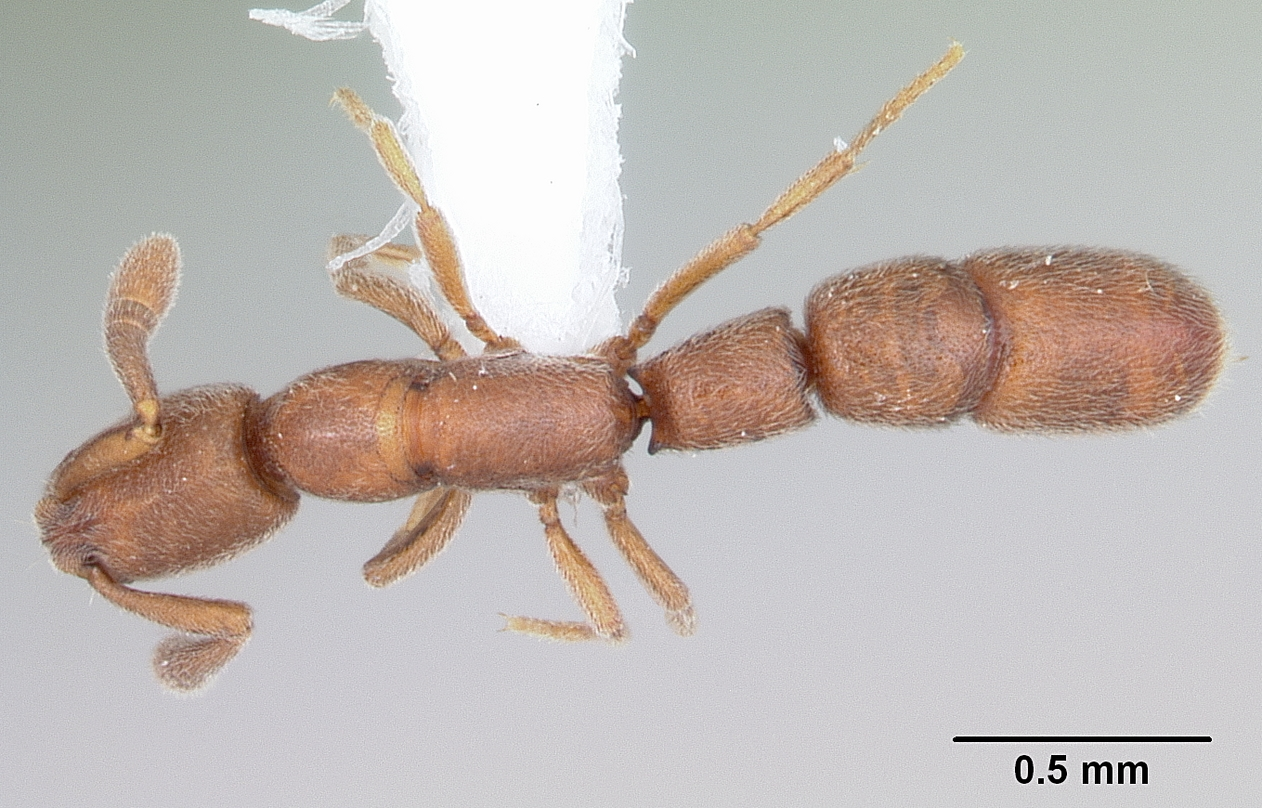